# Долла
Долла (англ. Dolla; ирл. An Doladh) — деревня в Ирландии, находится в графстве Северный Типперэри (провинция Манстер) у пересечения региональных трасс R497 и R499 у подножия северного склона гор Сильвермайнс.